# Punta Aconcagua
Punta Aconcagua är en udde i Antarktis. Den ligger på Robert Island i Sydshetlandsöarna. Argentina, Chile och Storbritannien gör anspråk på området.
Terrängen inåt land är platt åt nordväst, men åt sydost är den kuperad. Havet är nära Punta Aconcagua västerut. Trakten är glest befolkad. Närmaste befolkade plats är Maldonado Station, 7,2 kilometer sydväst om Punta Aconcagua.